# Syrphoctonus mexicanus
Syrphoctonus mexicanus là một loài tò vò trong họ Ichneumonidae.